# Eurytoma celtigalla
Eurytoma celtigalla är en stekelart som beskrevs av Bugbee 1957. Eurytoma celtigalla ingår i släktet Eurytoma och familjen kragglanssteklar. Inga underarter finns listade i Catalogue of Life.